# Werner Essen
Werner Essen (* 25. November 1901 in Günthersdorf, Landkreis Grünberg i. Schles.; † 23. September 1989 in Bonn) war ein deutscher Bevölkerungswissenschaftler und Baltikumspezialist.

## Leben

### Erste Jahre, Studium und Berufseinstieg
Werner Essen war der Sohn des zeitweise in Elberfeld tätigen Pfarrers Adolf Essen und ein Bruder des Pfarrers Kurt Essen, eines Mitglieds der Bekennenden Kirche. Er beendete seine Schullaufbahn mit der Reifeprüfung in Elberfeld. Er sympathisierte früh mit der Völkischen Bewegung. Nach dem Ersten Weltkrieg schloss er sich 1919 Freikorps an. Essen gab später an, dass er an der Niederschlagung des Spartakusaufstandes in Berlin und der damit in Zusammenhang stehenden Unruhen in Hamburg teilgenommen hatte sowie am Kapp-Putsch beteiligt gewesen zu sein. In diesem Zusammenhang führte er aus als Angehöriger des Freikorps Hacketau 1920 in die bewaffneten Auseinandersetzungen mit der Roten Ruhrarmee eingetreten zu sein. Als Freiwilliger der Sturmkompanie von Killinger soll er im Zuge der Kämpfe am St. Annaberg an der Niederschlagung des Dritten Polnischen Aufstandes 1921 beteiligt gewesen sein. Nach eigenen Angaben war Essen auch Mitglied der Schwarzen Reichswehr. Danach wurde er demobilisiert und trat 1921 dem Studentenbataillon in Danzig-Langfuhr bei. Er war Mitglied der Danziger Gilde Ostland und plante in diesem Zusammenhang Baltikumexkursionen.
An der Technischen Hochschule Danzig studierte er ab 1923 Maschinenbau, Geographie und Philosophie. Er wechselte 1925 an die Universität München, wo er bis zum Abschluss seines Studiums 1928 die Fächer Geographie, Anthropologie und Völkerkunde belegte. Essen hielt sich nach eigenen Angaben zwischen 1926 und 1932 mit Unterbrechungen für drei Jahre in Litauen auf, wo er zu Bevölkerungsverhältnissen und Siedlungsräumen der deutschen Volksgruppe forschte. In München wurde er bei Erich von Drygalski 1929 mit der Dissertation „Die ländlichen Siedlungen in Litauen mit besonderer Berücksichtigung ihrer Bevölkerungsverhältnisse“ zum Dr. phil. promoviert.
Ab 1931 war Essen im Forschungsinstitut für Agrar- und Siedlungswesen in Litauen beschäftigt. Im März 1931 rief er zum „Einsatz in Preußen!“ um mittels der jungen Generation die „Wiederaufnahme des alten Stroms der Deutschen und ihrer deutschen Kulturwerte aus dem Süden und Westen nach dem preußischen Osten“ vorzubereiten. Essen hielt während seines Aufenthalts in Litauen engen Kontakt zu den Nationalsozialisten Walther Darré, Alfred Rosenberg und Erich Koch. Bei der NS-Landpost und der Preußischen Zeitung wurde er korrespondierender Mitarbeiter. Er trat zum 1. Dezember 1931 der NSDAP bei (Mitgliedsnummer 714.507). Für die Partei wurde ihm der „kämpferische Einsatz“ bescheinigt. Nachdem seine nationalsozialistische Betätigung in Litauen und der dortigen deutschen Gesandtschaft bekannt geworden war, verließ er das Land.

### Referent im Reichsinnenministerium
Nach der Machtübergabe an die Nationalsozialisten war er ab 1934 Ost- und Volkstumsreferent in der Abteilung für Grenzziehung und Volkstum im Reichsministerium des Inneren (RMI). Sein Vorgesetzter war ab 1936 der Ministerialdirektor Ernst Vollert. Gemeinsam mit Hans Globke arbeitete Essen an den Nürnberger Rassegesetzen mit.
Essen war Gebietsvertreter für Litauen der Nord-Ostdeutschen Forschungsgemeinschaft (NOFG) und gehörte zudem der Akademie für Deutsches Recht an, wo er bei der „Arbeitsgemeinschaft für Nationalitätenrecht“ führend mitwirkte. Mit weiteren Experten dieser Arbeitsgemeinschaft in Kooperation mit anderen NS-Institutionen arbeitete er unter strenger Geheimhaltung Grundlagen einer neuen nationalsozialistischen Volksgruppenpolitik aus, die Alternative zu der Minderheitenpolitik des Völkerbundes sein sollten. Nach dem Überfall auf Polen zu Beginn des Zweiten Weltkrieges wurden durch den Arbeitskreis Pläne der rechtlichen Neuregelung der „ethnischen Neuordnung Europas“ verworfen. Am 8. Dezember 1939 fand ein Treffen der Arbeitsgemeinschaft mit Werner Hasselblatt (Rechtsberater der deutschen Minderheiten in Europa), Hermann Behrends (Führer des BDO, Stellvertretender Leiter der VoMi) und Essen (Rechte Hand von Wilhelm Stuckart im RMI) statt. Auf dieser Sitzung wurde festgestellt, dass „nicht die gesamte polnische Bevölkerung vernichtet werden könne“, sondern mit dem Generalgouvernement für Polen ein Reservat geschaffen werden solle. Volksdeutsche und Polen nordischen Charakters sollte die reichsdeutsche Staatsbürgerschaft auf Widerruf angetragen werden. Die Judenfrage wurde zwar angesprochen, jedoch nicht abschließend geklärt. Sie war für die Minderheitenpolitiker nicht mehr existent.

### Zweiter Weltkrieg – Reichskommissariat Ostland
Vom Reichsinnenministerium wechselte er 1941 zum Reichsministerium für die besetzten Ostgebiete. Nach dem Überfall auf die Sowjetunion leitete er bis zum 2. Oktober 1941 die Abteilung Politik im Generalkommissariat Litauen. Von 1941 bis 1944 leitete er die Abteilung Raum (HA II) beim Reichskommissariat Ostland (RKO) in Riga. In seinen Zuständigkeitsbereich fielen Raumordnung, Raumforschung, Statistik, Vermessungs- und Archivwesen. Des Weiteren war er auch für Rasse- und Siedlungspolitik verantwortlich. Ab Mai 1942 wurden innerhalb Essens Abteilung durch den Raumplaner Gottfried Müller Siedlungspläne erarbeitet. Die Mitte November 1942 fertiggestellte Raumordnungsskizze sah im RKO einen umfassenden Bevölkerungsaustausch zuungunsten der polnischen Bevölkerung vor. Litauer sollten im Südosten ihres Landes angesiedelt und das dadurch freiwerdende Gebiet zwischen Riga und Tilsit mit einer "Volkstumsbrücke" aus 500.000 Deutschen geschlossen besiedelt werden. Von Riga bis Leningrad sollten deutsche Stützpunkte mit insgesamt 300.000 deutschen Siedlern entstehen. Die jüdische Bevölkerung kam in diesen Planungen nicht vor. Den zunehmend ungünstigen Kriegsverlauf im Deutsch-Sowjetischen Krieg ignorierend regte Essen noch im Februar 1943 die Trockenlegung der Pripjetsümpfe durch Holländer an, die laut Essen als „Ersatz für das beseitigte Judentum in den Städten“ brauchbar seien.
Infolge des Vorrückens der Roten Armee wechselte Essen 1944 an das Landratsamt Naugard. Kriegsbedingt zog er im Februar 1945 von dort über Hamburg nach Hessen.

## Nachkriegszeit
In Hessen wurde er im Frühjahr 1945 durch Angehörige der US-Armee festgenommen und für 15 Monate interniert. Im August 1947 nahm er Forschungstätigkeiten auf und wurde insbesondere für den Göttinger Arbeitskreis und das Deutsche Büro für Friedensfragen tätig. Essen gehörte im April 1950 zu den Mitbegründern des Johann Gottfried Herder-Forschungsrats und wurde als geschäftsführendes Vorstandsmitglied zudem im Mai 1950 erster Direktor des Herder-Instituts in Marburg. Nach Differenzen mit anderen Vorstandsmitgliedern, insbesondere aufgrund unzureichender Forschungstätigkeit, wurde Essen als Institutsdirektor im Mai 1951 durch Erich Keyser abgelöst. In den Vorstand des Herder-Forschungsrats wurde für Essen Theodor Schieder berufen.
Ab 1950 war er als Ministerialrat zunächst im Institut für Raumforschung tätig und gehörte der Akademie für Raumforschung und Landesplanung als korrespondierendes Mitglied an. Mit den ersten 1950er Jahren (1953/1954) bis zu seinem Ruhestand 1966 war Werner Essen Ministerialrat im Bundesministerium für Vertriebene, Flüchtlinge und Kriegsgeschädigte. Bis 1967 war er Mitglied des Verbandes Deutscher Berufsgeographen.
Während der staatsanwaltschaftlichen Ermittlungen gegen den ehemaligen Gebietskommissar in Schaulen Hans Gewecke wurde 1957 auch Essen vernommen. Essen schob in seinen Aussagen dem Reichsführer SS Heinrich Himmler die alleinige Verantwortung für die Judenmorde in Litauen zu und gab an, dass die dortige Zivilverwaltung dies „mit Abscheu“ betrachtet habe. Wahrheitswidrig behauptete Essen, die „Liquidierung der Juden in Litauen ging im Wesentlichen bereits in der kurzen Zeit zwischen Einmarsch und Beginn der Zivilverwaltung (22.7) vor sich, z. T. mit Hilfe litauischer Kräfte“. Der Historiker Christoph Dieckmann führt diesbezüglich aus, dass die Judenmorde nach Ankunft der Zivilverwaltung zunahmen und von der Zivilverwaltung mitgetragen wurden.
Essen ist im Braunbuch der DDR verzeichnet. Sein Nachlass befindet sich in der Dokumentesammlung des Herder-Instituts.